# Vernon Sargeant
Vernon « Sosa » Sargeant est un footballeur international christophien devenu entraîneur, né le 14 juillet 1973. Il dirige l'équipe U-19 du Garden Hotspurs FC.

## Biographie

### Carrière internationale
Sargeant joue en équipe nationale de Saint-Christophe-et-Niévès de 1993 à 2004 et marque 8 buts.
Il prend part aux qualifications pour les Coupes du monde de 1998 et de 2006 (9 matches, 2 buts marqués). 
Par ailleurs, il dispute la finale de la Coupe caribéenne des nations 1997, perdue 4-0 par son équipe face à Trinité-et-Tobago.

#### Buts en sélection
| Buts en sélection de Vernon Sargeant | Buts en sélection de Vernon Sargeant | Buts en sélection de Vernon Sargeant                 | Buts en sélection de Vernon Sargeant | Buts en sélection de Vernon Sargeant | Buts en sélection de Vernon Sargeant | Buts en sélection de Vernon Sargeant |
|                                      | Date                                 | Lieu                                                 | Adversaire                           | Score                                | Résultat                             | Compétition                          |
| ------------------------------------ | ------------------------------------ | ---------------------------------------------------- | ------------------------------------ | ------------------------------------ | ------------------------------------ | ------------------------------------ |
| 1.                                   | 2 avril 1993                         | Warner Park, Basseterre (Saint-Christophe-et-Niévès) | Îles Vierges britanniques            | 2-1                                  | 5-1                                  | CAR 1993                             |
| 2.                                   | 2 avril 1993                         | Warner Park, Basseterre (Saint-Christophe-et-Niévès) | Îles Vierges britanniques            | 4-1                                  | 5-1                                  | CAR 1993                             |
| 3.                                   | 5 mai 1996                           | Warner Park, Basseterre (Saint-Christophe-et-Niévès) | Sainte-Lucie                         | 2-0                                  | 5-1                                  | QCM 1998                             |
| 4.                                   | 5 mai 1996                           | Warner Park, Basseterre (Saint-Christophe-et-Niévès) | Sainte-Lucie                         | 4-0                                  | 5-1                                  | QCM 1998                             |
| 5.                                   | 19 janvier 2002                      | Warner Park, Basseterre (Saint-Christophe-et-Niévès) | Grenade                              | 1-0                                  | 1-1                                  | Amical                               |
| 6.                                   | 25 juillet 2002                      | Warner Park, Basseterre (Saint-Christophe-et-Niévès) | Taïwan                               | 2-0                                  | 3-0                                  | Amical                               |
| 7.                                   | 28 juillet 2002                      | Warner Park, Basseterre (Saint-Christophe-et-Niévès) | Trinité-et-Tobago                    | 1-1                                  | 2-1                                  | Amical                               |
| 8.                                   | 4 novembre 2004                      | Warner Park, Basseterre (Saint-Christophe-et-Niévès) | Antigua-et-Barbuda                   | 1-0                                  | 2-0                                  | CAR 2005                             |

NB : Les scores sont affichés sans tenir compte du sens conventionnel en cas de match à l'extérieur (St. Christophe-et-N. / Adversaire)

## Palmarès

### En équipe nationale
- Finaliste de la Coupe caribéenne des nations en 1997